# Бомбардування Дарвіна
Бомбардування Дарвіна 19 лютого 1942 року було найбільшим повітряним нальотом, який коли-небудь здійснювався іноземною державою проти Австралії. Воно завдало сильного психологічного удару по населенню цієї держави. Наліт був першим приблизно зі 100 повітряних нальотів, здійснених Японією проти Австралії в 1942—43 роках.
Це бомбардування часто називають «Австралійським Перл-Гарбором». Хоча це була менш істотна ціль, у нападі на Дарвін було використано більшу кількість бомб. Як і в Перл-Гарборі, австралійське місто зустріло напад непідготовленим, що і призвело до величезних руйнувань і великої кількості жертв. І хоча місто зазнавало повітряних нальотів ще 58 разів, бомбардування 19 лютого було найбільш масованим і руйнівним.
На той час цивільне населення міста становило близько 2000 осіб (у мирний час населення становило близько 5000, але частина населення була евакуйована вглиб материка). Крім того, на околицях міста знаходилися підрозділи союзників чисельністю до 15 000 осіб. Сам Дарвін був важливим військово-морським портом та авіабазою, з якої здійснювалося постачання військ ABDA у Голландській Ост-Індії.

## Сили сторін
Більшість літаків, що брали участь у нальоті, були з 1-ї дивізії авіаносців, яку становили кораблі «Акагі» та «Кага», а також з 2-ї дивізії авіаносців («Хірю» та «Сорю»). Крім того, використовувалися бомбардувальники з наземних аеродромів у Голландській Ост-Індії. Всього з японської сторони в нальоті брали участь 242 бомбардувальники та винищувачі.
Дарвін був дуже слабко захищений зенітною артилерією. Із систем ППО у місті було встановлено лише зенітні кулемети. Жодної зенітної зброї калібром 20 мм або вище на озброєнні не було. Винищувачі австралійських ВПС перебували здебільшого в Європі, Північній Африці та на Близькому Сході. Єдиними сучасними винищувачами у місті були 11 P-40 із 33-ї ескадрильї ВПС США. Крім того, у місті було 5 навчальних літаків Wirraway та 6 патрульних Lockheed Hudson зі складу австралійських ВПС. Експериментальний радар ще не було введено в експлуатацію.

## Наліт
Перша хвиля зі 188 японських літаків злетіла о 8:45 ранку. На шляху був атакований і збитий японськими винищувачами «Зеро» літак ВМС США Каталіна. Потім японські літаки натрапили на 5 Р-40, які поверталися після виконання завдання над Тимором. Японські винищувачі знищили всі американські літаки, крім одного, яким керував лейтенант Роберт Острайхер.
81 торпедоносець Накадзіма В5N попрямували до порту, де стояли під навантаженням понад 45 кораблів, у той час як 71 пікірувальний бомбардувальник Айті D3A у супроводі 36 винищувачів A6M Зеро напали на базу австралійських ВПС, цивільний аеродром і госпіталь. Лейтенант Острайхер зумів збити два бомбардувальники, але всі інші літаки союзників були знищені на землі. Приблизно о 10:40 ранку перша хвиля японських літаків завершилась.
Перед полуднем на військовий аеродром Дарвін здійснили напад 27 бомбардувальників Міцубісі G3M, які вилетіли з Амбона, і 27 Міцубісі G4M з аеродрому в Кендарі (острів Сулавесі). Цей другий наліт тривав 20-25 хвилин. Незважаючи на низьку ефективність зенітного вогню, союзникам, можливо, вдалося збити 4 японські бомбардувальники.
Наліт став результативним для японців: окрім завдання союзникам великих втрат у корабельному складі, вони заподіяли настільки суттєвих пошкоджень самому порту, що він на кілька місяців вийшов із ладу. У стратегічному плані виявився перерваним останній шлях постачання союзних військ на острові Ява, що полегшило японцям його захоплення найближчим часом.

## Бомбардування Дарвіна у кінематографі
- Наліт на Дарвін показаний в одному з епізодів фільму «Австралія» (США — Австралія, 2008).